# Rejon wełykoołeksandriwski
Rejon wełykoołeksandriwski – jednostka administracyjna Ukrainy, w składzie obwodu chersońskiego.